# Jänkkäjärvi (Jukkasjärvi socken, Lappland, 750504-174206)
Jänkkäjärvi är en sjö i Kiruna kommun i Lappland och ingår i Kalixälvens huvudavrinningsområde. Sjön har en area på 0,171 kvadratkilometer och ligger 455,9 meter över havet. Sjön avvattnas av vattendraget Parakkajoki.

## Delavrinningsområde
Jänkkäjärvi ingår i det delavrinningsområde (750105-174806) som SMHI kallar för Mynnar i Kalixälvens vattendragsyta. Medelhöjden är 402 meter över havet och ytan är 35,48 kvadratkilometer. Det finns inga avrinningsområden uppströms utan avrinningsområdet är högsta punkten. Parakkajoki som avvattnar avrinningsområdet har biflödesordning 2, vilket innebär att vattnet flödar genom totalt 2 vattendrag innan det når havet efter 251 kilometer. Avrinningsområdet består mestadels av skog (88 procent). Avrinningsområdet har 0,34 kvadratkilometer vattenytor vilket ger det en sjöprocent på 0,9 procent.